# Llista de propietats dels materials
El que segueix és una lista de propietats dels materials.

## Propietats acústiques
- Absorció
- Velocitat del so

## Propietats atòmiques
- Massa atòmica
- Nombre atòmic (només s'aplica a elements purs)
- Pes atòmic (s'aplica a isòtops individuals o mescles específiques d'isòtops d'un element donat)

## Propietats químiques
- Resistència a la corrosió
- Higroscopicitat
- pH
- Reactivitat
- Àrea de superfície interna específica
- Energia superficial
- Tensió superficial

## Propietats elèctriques
- Constant dielèctrica
- Rigidesa dielèctrica
- Conductivitat elèctrica
- Permeabilitat
- Permitivitat
- Constants piezoelèctriques
- Coeficient de Seebeck

## Propietats mediambientals
- Energia compresa
- Aigua compresa
- Petjada hídrica
- Petjada de carboni

## Propietats magnètiques
- Punt de Curie
- Diamagnetisme
- Histèresi
- Permeabilitat

## Propietats de fabricació
- Colabilitat
- Temperatura i pressió d'extrusió
- Duresa
- Maquinabilitat
- Velocitat de tall

## Propietats mecàniques
- Esforç de compressió
- Densitat
- Ductilitat
- Límit de fatiga
- Mòdul de flexió
- Força de flexió
- Duresa de fractura
- Duresa
- Plasticitat
- Coeficient de Poisson
- Mòdul de cisallament
- Deformació
- Esforç tallant
- Friabilitat
- Mòdul específic
- Pes específic
- Força elàstica
- Tensió de fluència
- Mòdul d'elasticitat
- Coeficient de fricció
- Coeficient de restitució

## Propietats òptiques
- Absortivitat
- Color
- Lluminositat
- Fotosensibilitat
- Reflectivitat
- Índex de refracció
- Dispersió
- Transmitància

## Propietats radiològiques
- Activitat específica

## Propietats tèrmiques
- Temperatura d'autoignició
- Diagrama de fases
- Punt d'ebullició
- Coeficient de dilatació tèrmica
- Punt crític
- Punt de Curie
- Emissivitat
- Punt eutèctic
- Inflamabilitat
- Punt d'inflamabilitat
- Temperatura de transició vítria
- Calor de fusió
- Calor de vaporització
- Temperatura d'inversió
- Punt de fusió
- Piroforicitat
- Sòlidus
- Capacitat tèrmica
- Conductivitat tèrmica
- Difusivitat tèrmica
- Dilatació tèrmica
- Coeficient de Seebeck
- Punt triple
- Pressió de vapor